# Peter Flemming
Peter Flemming (Halifax, 1967.) kanadai származású színész. Legismertebb szerepe Malcolm Barrett ügynök alakítása a Csillagkapu és Csillagkapu: Atlantisz című sci-fi sorozatokban.

## Karrier
Peter Flemming 1967-ben született a kanadai Halifaxban. Eleinte tornatanárnak készült, számos sportágat kipróbált és vett részt hazai versenyekben. Néhány kisebb televíziós és reklámszerep után az 1990-es években költözött Halifaxból Vancouverbe, ahol színészi karrierje kezdődött. 2001-től volt tagja a Csillagkapu stábnak, ahova pár sor szöveges meghallgatással került be. Összesen hat epizód erejéig alakította Barrett ügynököt a Csillagkapuban és két epizódban a Csillagkapu: Atlantiszban.
Több televíziós sorozatban játszott még vendégszereplőként, mint a Smallville, az Alkonyzóna, a Halott ügyek, Végtelen határok, Sliders.